# محمدجواد صفری
محمد جواد صفری؛ (زاده ۲۹ ژوئیهٔ ۱۹۹۹) بازیکن فوتسال اهل افغانستان است که در پست دروازه‌بان تیم ملی فوتسال افغانستان بازی می‌کند.

## لیگ برتر فوتسال ایران
محمد جواد صفری بعد از درخشش در تیم ملی فوتسال افغانستان به تیم فوتسال باشگاه گیتی پسند اصفهان پیوست.